# Adonisea scutata
Adonisea scutata là một loài bướm đêm trong họ Noctuidae.